# Kostel svatého Jana Křtitele (Šebastovce)
Kostel svatého Jana Křtitele v Šebastovcích byl v roce 1884 přestavěn ze starého kostela, pocházejícího z konce 13. století. Věž a sakristie byla přistavěna při přestavbě. Původní gotické jádro bylo zachováno v půdorysu lodě a v části presbytáře jakož i v triumfálním oblouku.

## Historie
Kostel sv. Jana Křtitele v Šebastovcích (místní část Košic) nevyhovoval prostorovým potřebám církevní obce, proto věřící iniciovali jeho rozšíření z vlastních finančních prostředků. Po konzultaci s památkáři si objednali projekt na rozšíření kostela. Pověřený autorský tým ve spolupráci s památkáři vypracoval projekt přestavby kostela, při kterém se nerealizoval památkový výzkum. 
Podle projektu se měl kostel rozšířit probouráním jižní a severní stěny lodi, přístavbou presbytáře s osmiúhelníkovým závěrem na severní straně a přístavbou lodi s půdorysem ve tvaru čtverce s diagonálou v severojižním směru na jižní straně původní lodi.

## Přestavba kostela
Začalo se na jaře roku 1992. Nový projekt neuvažoval s využitím původní sakristie, postavené koncem 15. století, proto ji v průběhu dosavadních stavebních prací zbourali. Na základě dosavadního výzkumu kostela se dají rozlišit čtyři výrazné stavební etapy a několik menších stavebních zásahů.

### První etapa z 2. poloviny 13. století
Z první etapy se zachovalo na původním půdorysu lodě v plné výši zdivo z lomového kamene na severní a jižní straně. V horním ukončení severní stěny bylo odkrytých pět pouzder, v nichž byly uloženy dřevěné trámy. Na západní straně lodi se zachovala část zdiva a štítového zdiva. Na východní straně lodi se zachovala část zdiva. Na vnitřní straně lodi, jakož i na fasádách se zachovaly nepravidelně velké plochy omítek s bělením.

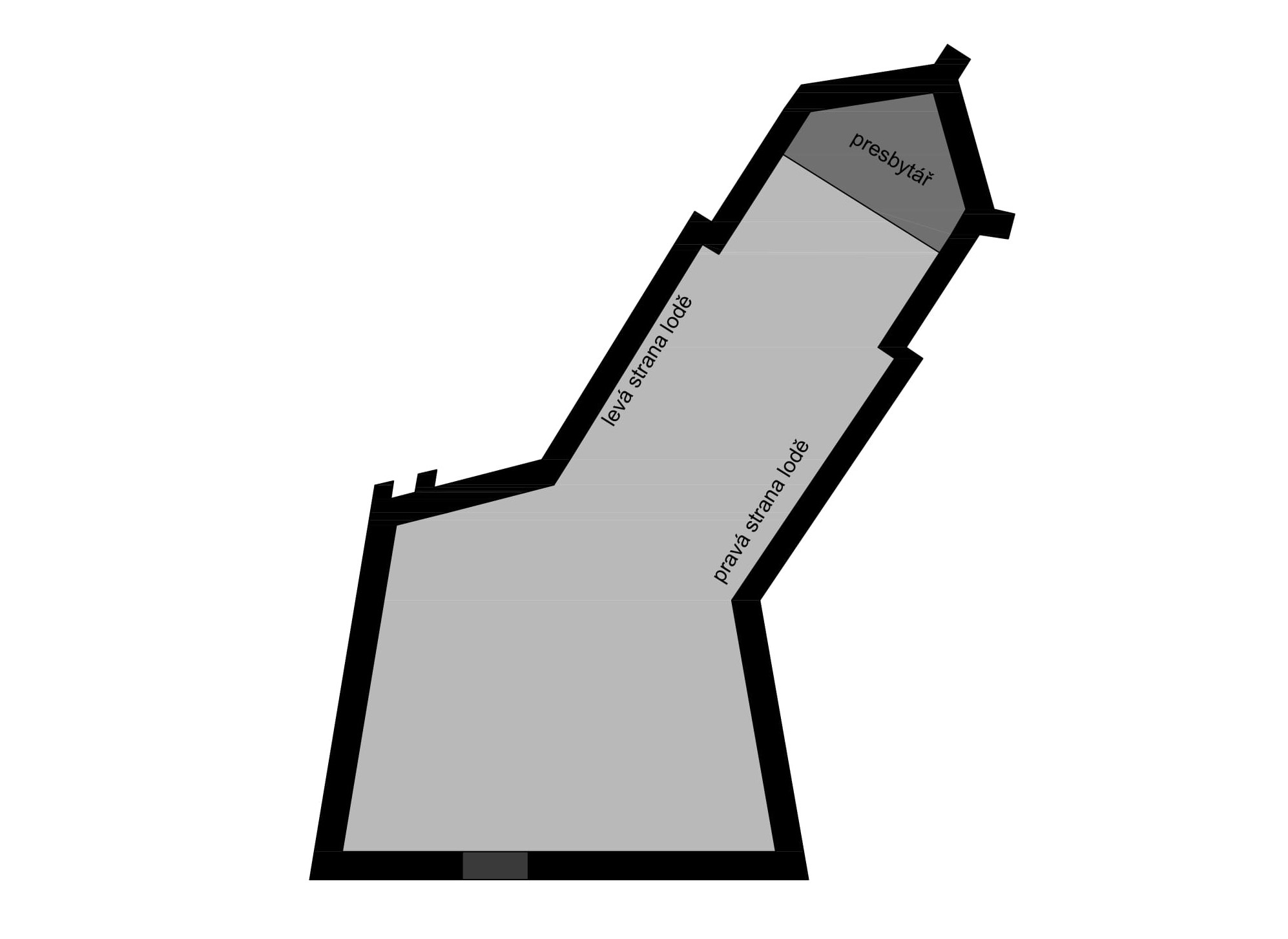
Půdorys Kostela sv. Jána Křtitele

### Druhá etapa z konce 15. do začátku 16. století – gotická
Románská svatyně s rovným závěrem byla zbourána po základy. Vedle základů z vnější strany postavili svatyni s klínovým závěrem z lomového kamene. Svatyně byla zaklenuta cihlovou, valenou, lomenou klenbou s lunetami v místě oken. Na jihovýchodním opěrném pilíři se zachovala kamenná Kosina. V jižní stěně se zachovala dvě gotická okna se zbytky kamenných rámů. Na kamenném ostění gotického okna je zachovaných několik drobných fragmentů původní malby. Na severní stěně svatyně je vchod do sakristie. Zbytky zdiva sakristie byly vázány s zdivem svatyně, což nasvědčuje tomu, že svatyně a sakristie byly postaveny současně. Svatyně je spojena s lodí lomeným triumfálním obloukem, postaveným z profilovaných cihel. Na triumfálním oblouku se zachovaly pouzdra se zbytky trámu. Ze sakristie byl přístup na kazatelnu.
Ve druhé etapě zazdili jižní portál a otevřel se nový na západním průčelí. Ze západního portálu se zachovala část ostění vyzděného z cihel, dva klíčové fragmenty profilovaného kamenného rámu, otisky kamenných fragmentů v ostění a práh. Rekonstruovaný gotický portál datuje druhou etapu stavby na konec 15. až počátek 16. století. Dvě gotická okna na jižní straně lodi se zachovala se zbytky kamenných rámů. V této etapě byla zvýšena loď. Na vnitřních a vnějších stěnách se zachovaly původní vrstvy omítek s bělením a fragmenty omítky s malbou. K severozápadnímu a jihozápadnímu rohu lodi byly přistavěny opěrné pilíře.

### Třetí etapa – polovina 18. století
Klenbu svatyně zbourali a svatyni zvýšily na výšku lodě. Zazdili jihovýchodní okno svatyně. Svatyni a loď zakryly rovným stropem z trámů uložených vedle sebe. V této etapě udělali nový krov se sanktusníkem nad svatyní. Střechu pokryly šindeli. Pravděpodobně v této stavební fázi zhotovili českou placku v sakristii. Rozebrali západní gotický portál. Dva profilované kameny z tohoto portálu zazdili do jihovýchodního okna svatyně. Dva kameny z portálu třetí etapy se zachovaly jako sekundární zazděné do zdiva jižní stěny věže. Po této úpravě byl zhotoven barokní mobiliář a další interiérové prvky kostela. Dřevěná empora byla již roku 1771 opravována.

### Čtvrtá etapa – po 15. srpnu 1863
15. srpna 1863 kostel vyhořel. Plány obnovy vyhotovil košický architekt Michal Repašského a schválil tamní biskup. Do západního zdiva vsadili věž. Nad západním průčelím lodě postavili novou štítovou stěnu. Kostel dostal nový krov. Architekt M. Repašský navrhoval pokrýt střechu taškami, avšak nakonec kostel pokryli šindeli.

## Současnost
V rámci obnovy bylo realizováno několik úprav. Tou nejzásadnější bylo přistavení nové věže k západnímu průčelí.
V takové podobě se zachoval až do počátku 90. let 20. století. Jelikož už kapacitně nestačil potřebám věřícím, vznikl projekt na jeho rozšíření. Jeho základní kámen dokonce posvětil sám Svatý otec Jan Pavel II. během své první návštěvy Slovenska v roce 1990.
Vybourat se měla severní a jižní loď starého kostelíka a místo ní měla být postavena nová loď a presbytář, orientované ve směru sever - jih.
Projekt si financovali místní věřící z vlastních sbírek a památkáři ho schválili bez předchozího výzkumu. Tak se na jaře v roce 1992 začalo s bouráním, kterému padla za oběť jako první gotická sakristie. Teprve v této fázi se k objektu dostali památkáři, kterým se podařilo při náhodné návštěvě staveniště na jižní stěně (určené k demolici) objevit románský portál, datující počátky stavby do druhé poloviny 13. století. Po následném přerušení prací se uskutečnil architektonický a archeologický výzkum objektu.
Projekt rozšíření kostela se nakonec kvůli zmiňovaným nálezem realizoval v podstatně odlišné podobě. Padla mu za oběť západní věž i s částí románského západního průčelí lodě (léto 1994). K ní následné přistavěli moderní přístavbu včetně věže. K této přístavbě se připojují z jižní strany další prostory, které se však nepřipojují k jižní lodi starého kostela. V poměrně stísněném volném prostoru je tam prezentován odkrytý románský portál. V klínovitém presbytáři se zachovalo jednoduché kamenné pastoforium a na jihovýchodní straně gotické okno.

## Zajímavosti
V souvislosti s pověřením Alexandra Balega, který odborně vedl práce na rozšíření tohoto kostela, vedením Krajského památkového úřadu v Košicích v roce 1999 držel kunsthistoriků Gabriel kladek týdenní hladovku a v této věci se obrátil i listem na tehdejšího prezidenta Rudolfa Schustera (bez úspěchu).

## Galerie

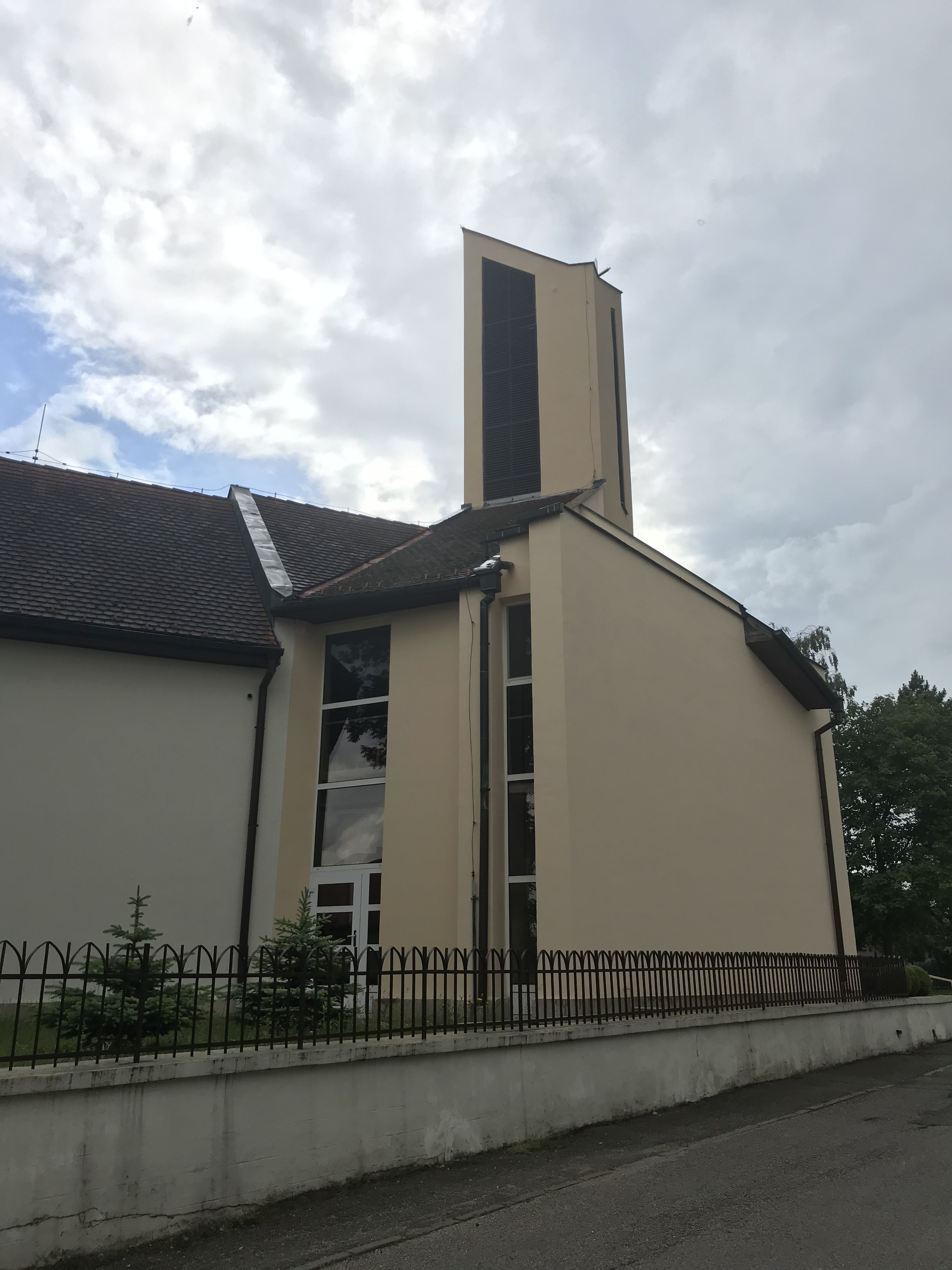
Jihozápadní pohled
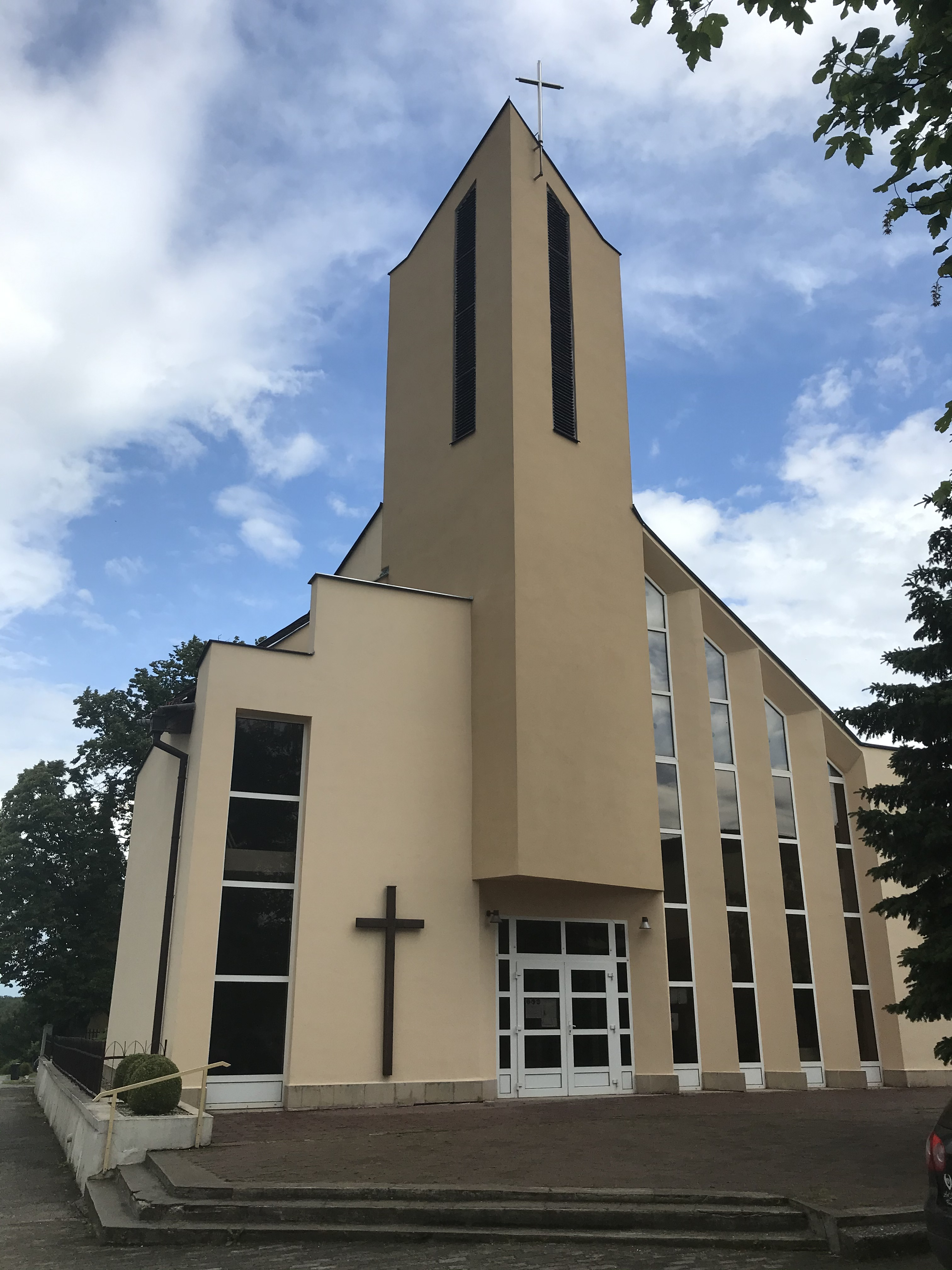
Východní pohled
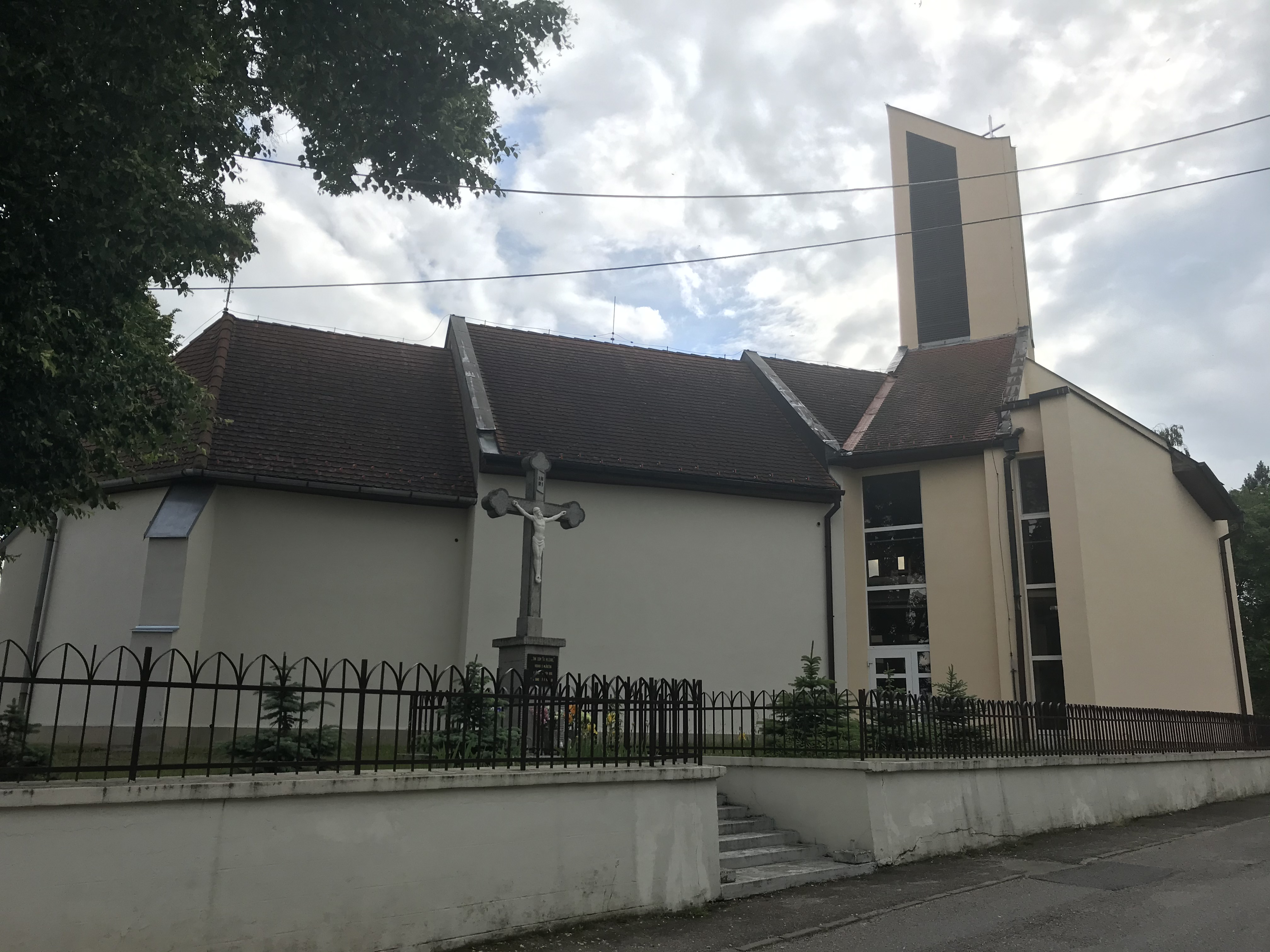
Jihovýchodní pohled
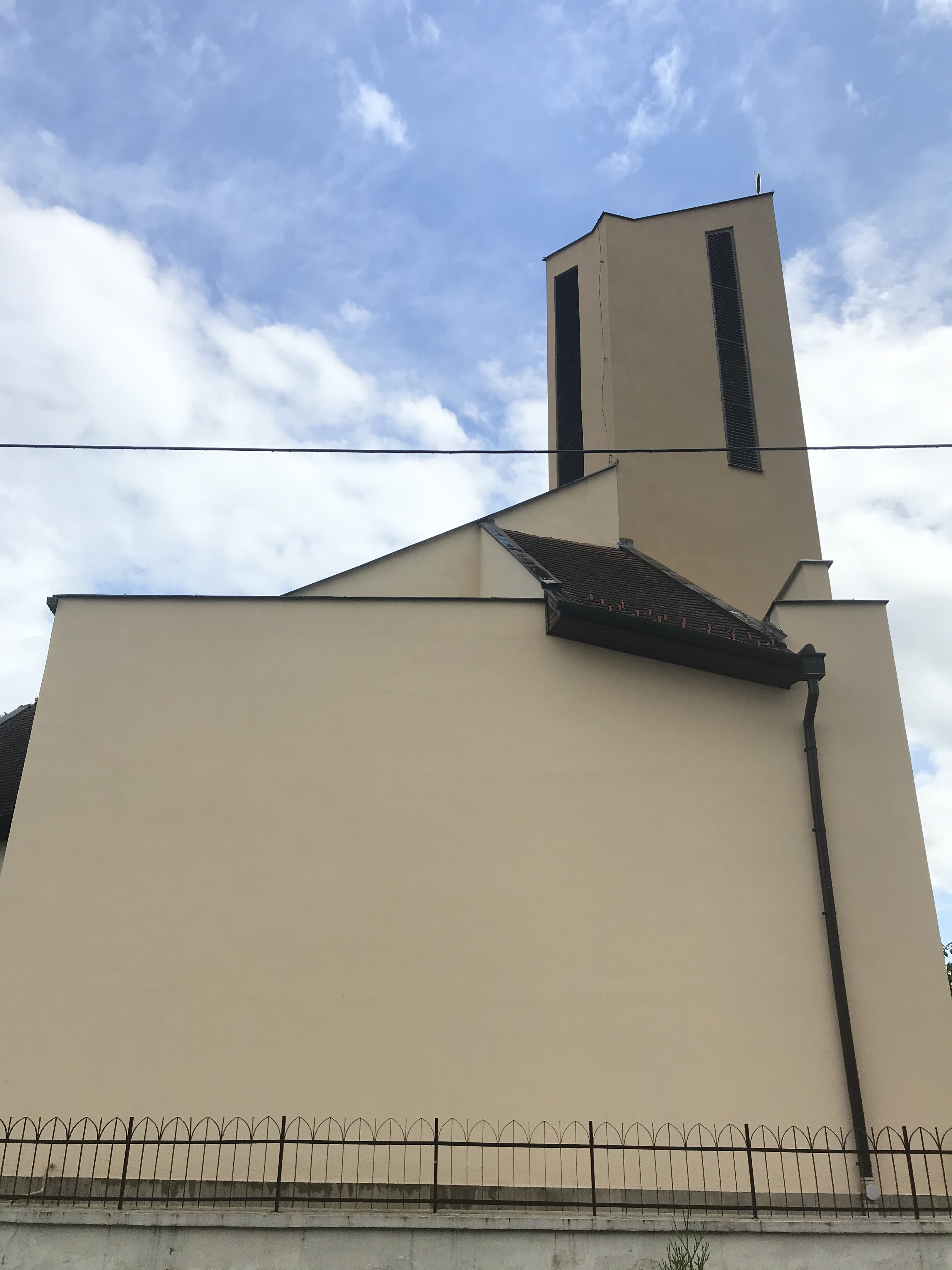
Jižní pohled